# Асаока, Томоясу
Томоясу Асаока (яп. 浅岡 朝泰 Асаока Томоясу, 6 апреля 1962, Токио — 6 октября 2021) — японский футболист. Выступал за национальную сборную

## Клубная карьера
На протяжении своей футбольной карьеры выступал за клубы «Ниппон Кокан» и «Ёмиури». После окончания университета Цукубы в 1985 году Асаока стал футболистом «Ниппон Кокан», который на протяжении следующих трех сезонов занимал второе место в национальном чемпионате. По итогам сезона 1985/86 футболист был включён в символическую сборную лиги. В 1988 году он перешёл в «Ёмиури» и в его составе выиграл чемпионат страны в 1990/91 году. После этого Асаока завершил карьеру.

## Карьера в сборной
С 1987 по 1989 год сыграл за национальную сборную Японии 8 матчей. Дебют состоялся 12 апреля 1987 года в матче квалификации на Летние Олимпийские игры 1988 против Сингапура. Асаока завершил карьеру в сборной в 1989 году после матча с Южной Кореей.

## Статистика

### В клубе
| Выступления за клуб | Выступления за клуб | Выступления за клуб          | Лига  | Лига | Кубок            | Кубок            | Кубок лиги | Кубок лиги | Итого | Итого |
| Сезон               | Клуб                | Лига                         | Матчи | Голы | Матчи            | Голы             | Матчи      | Голы       | Матчи | Голы  |
| Япония              | Япония              | Япония                       | Лига  | Лига | Кубок Императора | Кубок Императора | Кубок лиги | Кубок лиги | Итого | Итого |
| ------------------- | ------------------- | ---------------------------- | ----- | ---- | ---------------- | ---------------- | ---------- | ---------- | ----- | ----- |
| 1985/86             | Ниппон Кокан        | Чемпионат Японии. Дивизион 1 | 21    | 2    |                  |                  |            |            | 21    | 2     |
| 1986/87             | Ниппон Кокан        | Чемпионат Японии. Дивизион 1 | 21    | 2    |                  |                  |            |            | 21    | 2     |
| 1987/88             | Ниппон Кокан        | Чемпионат Японии. Дивизион 1 | 21    | 2    |                  |                  |            |            | 21    | 2     |
| 1988/89             | Ёмиури              | Чемпионат Японии. Дивизион 1 | 17    | 2    | 3                | 1                | 3          | 0          | 23    | 3     |
| 1989/90             | Ёмиури              | Чемпионат Японии. Дивизион 1 | 22    | 0    | 4                | 0                | 3          | 0          | 29    | 0     |
| 1990/91             | Ёмиури              | Чемпионат Японии. Дивизион 1 | 1     | 0    | 1                | 0                | 0          | 0          | 2     | 0     |
| Итого               | Итого               | Итого                        | 103   | 8    | 8                | 1                | 6          | 0          | 117   | 9     |

### В сборной
| Сборная Японии | Сборная Японии | Сборная Японии |
| Год            | Матчи          | Голы           |
| -------------- | -------------- | -------------- |
| 1987           | 1              | 0              |
| 1988           | 5              | 0              |
| 1989           | 2              | 0              |
| Итого          | 8              | 0              |

## Достижения

### Командные
«Ёмиури»
- Победитель Первого дивизиона японской футбольной лиги: 1990/91

### Индивидуальные
- Включён в символическую сборную Японской футбольной лиги: 1985/86